# Élections régionales de 1992 dans les Açores
Les élections régionales de 1992 (en portugais : Eleições legislativas regionais nos Açores em 1992) se sont tenues le 11 octobre 1992 dans les Açores afin d'élire les 51 députés de l'Assemblée législative.

## Résultats
| Partis                   | Partis                                   | Voix    | %     | Sièges | +/-           |
| ------------------------ | ---------------------------------------- | ------- | ----- | ------ | ------------- |
|                          | Parti social-démocrate (PPD/PSD)         | 61 110  | 53,59 | 28     | 2             |
|                          | Parti socialiste (PS)                    | 41 519  | 36,41 | 21     | 1             |
|                          | Alliance démocratique - Açores (AD-A)    | 5 217   | 4,58  | 1      | Nv.           |
|                          | Coalition démocratique unitaire (CDU)    | 2 626   | 2,30  | 1      | en stagnation |
|                          | Parti démocratique de l'Atlantique (PDA) | 1 610   | 1,41  | 0      | en stagnation |
|                          | Parti de la démocratie chrétienne (PDC)  | 24      | 0,02  | 0      | en stagnation |
|                          | Votes blancs                             | 584     | 0,51  |        |               |
|                          | Votes nuls                               | 1 333   | 1,17  |        |               |
|                          |                                          |         |       |        |               |
| Total                    | Total                                    | 114 023 | 100   | 51     | en stagnation |
| Abstentions              | Abstentions                              | 69 454  | 37,85 |        |               |
| Inscrits / participation | Inscrits / participation                 | 183 477 | 62,15 |        |               |